# 아이콘 포 하이어

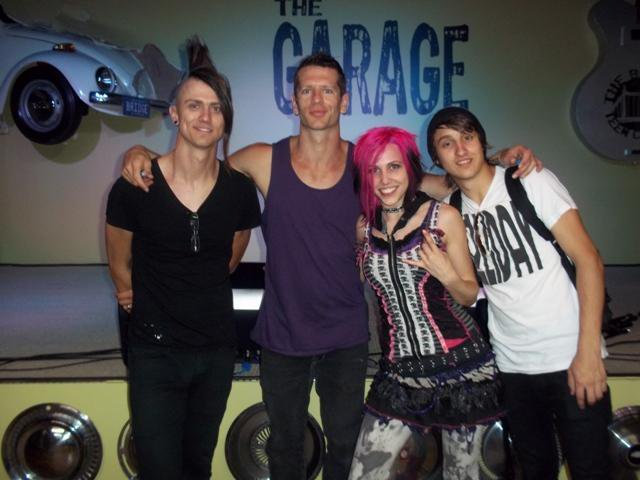

아이콘 포 하이어(Icon for Hire)는 2007년 미국 일리노이주의 도시 디케이터에서 결성된 록 밴드이다. 현재 멤버 구성은 아리엘 블루머(Ariel Bloomer, 리드 보컬), 숀 점프(Shawn Jump, 전자 기타), 조쉬 킨젤로(Josh Kincheloe, 베이스 기타), 아담 크론스하겐(Adam Kronshagen, 드럼)이다.

## 멤버
- 아리엘 블루머(Ariel Bloomer) 리드 보컬 (2007~)
- 숀 점프(Shawn Jump) 전자 기타 (2007~)
- 조쉬 킨젤로(Josh Kincheloe) 베이스 기타 (2011~)
- 아담 크론스하겐(Adam Kronshagen) 드럼 (2007~)

### 전 멤버
- 조슈아 데이비스(Joshua Davis) 베이스 기타 (2007~2009)

## 역사
밴드의 시초는 아리엘 블루머와 숀 점프의 만남에서 비롯되었다. 아담 크론스하겐은 숀의 권유로 합류했다. 조슈아 데이비스까지 모이고 나서 2007년 11월에 공식적으로 밴드가 결성되었다. 밴드 결성 후 투스 앤 네일 레코드(Tooth & Nail Records)와 계약하기 전까지 2008년에 아이콘 포 하이어(Icon for Hire) EP, 2009년에 더 그레이(The Grey) EP 두 EP를 발매했다. 2009년 EP를 발매하고 나서 조슈아는 밴드를 떠났고, 2011년부터 조쉬가 베이스 기타의 자리를 맡게 되었다. 2011년 8월 23일에 발매된 첫 정규 앨범 스크립티드(Scripted)는 호평을 받으며 빌보드 차트 하드 록 앨범 부문 7위에 올랐다.